# Antonio Sanna (medico)
Antonio Sanna (Pattada, 6 giugno 1917 – Roma, 12 gennaio 1992) è stato un medico e microbiologo italiano, docente universitario, ricercatore e studioso nel settore della microbiologia clinica, famoso per aver assistito Papa Giovanni Paolo II nei difficili anni successivi all'attentato.

## Biografia
Nato a Pattada, in provincia di Sassari, studia medicina a Sassari e a Parma dove si laurea nel 1941 e dove, successivamente, dirigerà l'Ospedale Maggiore (1952-1954). Abilitato alla libera docenza di Igiene nel 1952. Professore di Microbiologia dell'Università degli Studi di Sassari nel 1958. Professore di Microbiologia dell'Università degli Studi di Parma dal 1960 al 1971 nonché Preside della Facoltà di Medicina per il triennio 1968-1971. Dal 1971 è Professore di Microbiologia della Facoltà di Medicina e Chirurgia Agostino Gemelli dell’Ateneo romano dell'Università Cattolica del Sacro Cuore della quale dirige l'Istituto di Microbiologia per oltre venti anni ed è Preside della Facoltà di Medicina per tre mandati. Il suo parere è determinante per l'intitolazione a padre Agostino Gemelli dell'ateneo romano della Cattolica. 
A seguito all’attentato a Giovanni Paolo II del 1981, fa parte dell'equipe medica che assiste il Papa. Quando dopo il primo intervento chirurgico seguito all'attentato del 1981 i bollettini medici fanno temere il peggio, intuisce che il deterioramento fisico del Pontefice è causato dal cytomegalovirus consentendo così la lenta ma progressiva guarigione. Nominato Presidente di Sezione del Consiglio superiore di sanità nel 1973 e quindi vice-Presidente nel 1988. Direttore de L'Igiene Moderna, la più antica rivista italiana di Igiene, Epidemiologia e Microbiologia e Founding Editor dell’European Journal of Epidemiology (1985-1992). Collaboratore e curatore della rubrica medica de l'Osservatore Romano. Ha fatto parte per quindici anni del comitato scientifico della trasmissione televisiva di medicina "Check up". Membro del Comitato Scientifico della Rivista dell'Istituto Pasteur di Parigi: Annales de l'lnstitut Pasteur. Insignito di Medaglia d'argento per l’opera di collaborazione data all'azione di soccorso svolta dalla Croce Rossa Italiana durante l'alluvione del Polesine, Medaglia d'oro per i benemeriti della Scuola, della Cultura e dell'Arte, Cavaliere di Gran Croce per meriti verso la Repubblica Italiana e insignito da Sua Santità Giovanni Paolo II dell'onorificenza di Cavaliere Commendatore dell’Ordine di San Gregorio Magno.